# Portobelo
Portobelo település Panama északi részén. Különleges értékei azok a tengerparti erődök, amelyeket még a spanyol gyarmattartók építettek a 17. és 18. században a kalózok és más támadók elleni védekezésül. Ezek az erődök 1980 óta világörökségi védelem alatt állnak, de romló állapotuk miatt 2012-ben felvették őket a veszélyeztetett világörökségek listájára is.

## Fekvése
A település Panama északi részén, Panamavárostól mintegy 125 km-re, Colón tartományban található a Karib-tenger egy nyugatra nyíló öblének délkeleti partján. A környező területet 1976-ban nemzeti parkká nyilvánították.

## Története
A portobelói öbölbe Kolumbusz Kristóf negyedik, utolsó amerikai útja során jutott el: azt a helyet, ahol ma a város áll, 1502. november 2-án fedezték fel. A hely szépségét látva (legalábbis a legenda szerint) Puerto Bellónak, azaz „szép kikötőnek” nevezték el azt, a mai Portobelo név is ebből származik. Települést azonban nem alapítottak itt, az első kis falu csak később jött létre Nombre de Dios néven, innen kissé keletre. A vidék nedves, forró éghajlata, a burjánzó trópusi növényzet és a rengeteg szúnyog azonban szinte lehetetlenné tette az ezekhez hozzá nem szokott európai emberek kényelmes életét, ráadásul az angol kalóz, Francis Drake elpusztította Nombre de Diost is. Végül a spanyol király parancsára 1597-ben Francisco Velarde y Mercado konkvisztádor új települést alapított az öböl partján San Felipe de Portobelo néven. Drake egyébként 1596-ban az itteni partok közelében hunyt el, de holttestének sorsa ismeretlen: vannak, akik azt állítják, hogy Portobelo közelében temették el.
A kikötőváros a következő évszázadokban fontos szerepet játszott a délebbi spanyol gyarmatról, Peruból Panamavárosba érkező, majd öszvérháton a szárazföldön át ideszállított arany és ezüst kereskedelmében: az Európába induló hajókat itt rakodták meg. Ennek volt köszönhető, hogy a várost gyakran támadták meg a kalózok: többek között Henry Morgan (aki 1668-ban 14 napon át fosztogatta a várost, majd 450 emberével az erődöt is elfoglalta) és William Parker is. 1739-ben, az úgynevezett „Jenkins füle” háború során Edward Vernon is elfoglalta Portobelót. Ennek az angol győzelemnek az emlékére 1740-ben egy londoni család Portobellónak nevezte el birtokát, majd a később innen északi irányba kiépült út, sőt az egész városrész felvette ezt a ma is használt nevet. A panamai Portobelót csak 1741-ben tudták visszafoglalni a spanyolok, miután egy tengeri csatában óriási vereséget mértek az angol flottára. 1761-ben modernizálták, átépítették az erődöket: jelenlegi struktúrájuk ezt az állapotot őrzi.
Miután 1821-ben Panama (Nagy-Kolumbia részeként) kivívta függetlenségét Spanyolországtól, az erődöt börtönként használták, majd az Európa és Latin-Amerika közötti levelezés fontos állomásává tették.

## Turizmus, látnivalók, kultúra
A város partjai mentén három régi erőd falai húzódnak végig: a San Jerónimo, a Santiago de la Gloria és a San Fernando. Előbbiben 18, utóbbi kettőben 15–15 régi ágyú található. Híres épület még az egykori Királyi Vám is, amelyben ma múzeum működik. A turisták számára Panamavárosból rendszeresen indítanak szervezett utazásokat.
A település fontos vallási rendezvénye a katolikusok által minden évben október 21-én tartott Fekete Krisztus-ünnep. A San Juan de Díos-templom központtal tartott eseményre az ország távolabbi pontjairól, sőt még külföldről is érkeznek hívők. A város környékén található strandokat főként hétvégén látogatják az emberek. A turisták Portobelóban a helyi kézművesek termékeit is megvásárolhatják, és a régió ételspecialitásaival is megismerkedhetnek.

## Galéria

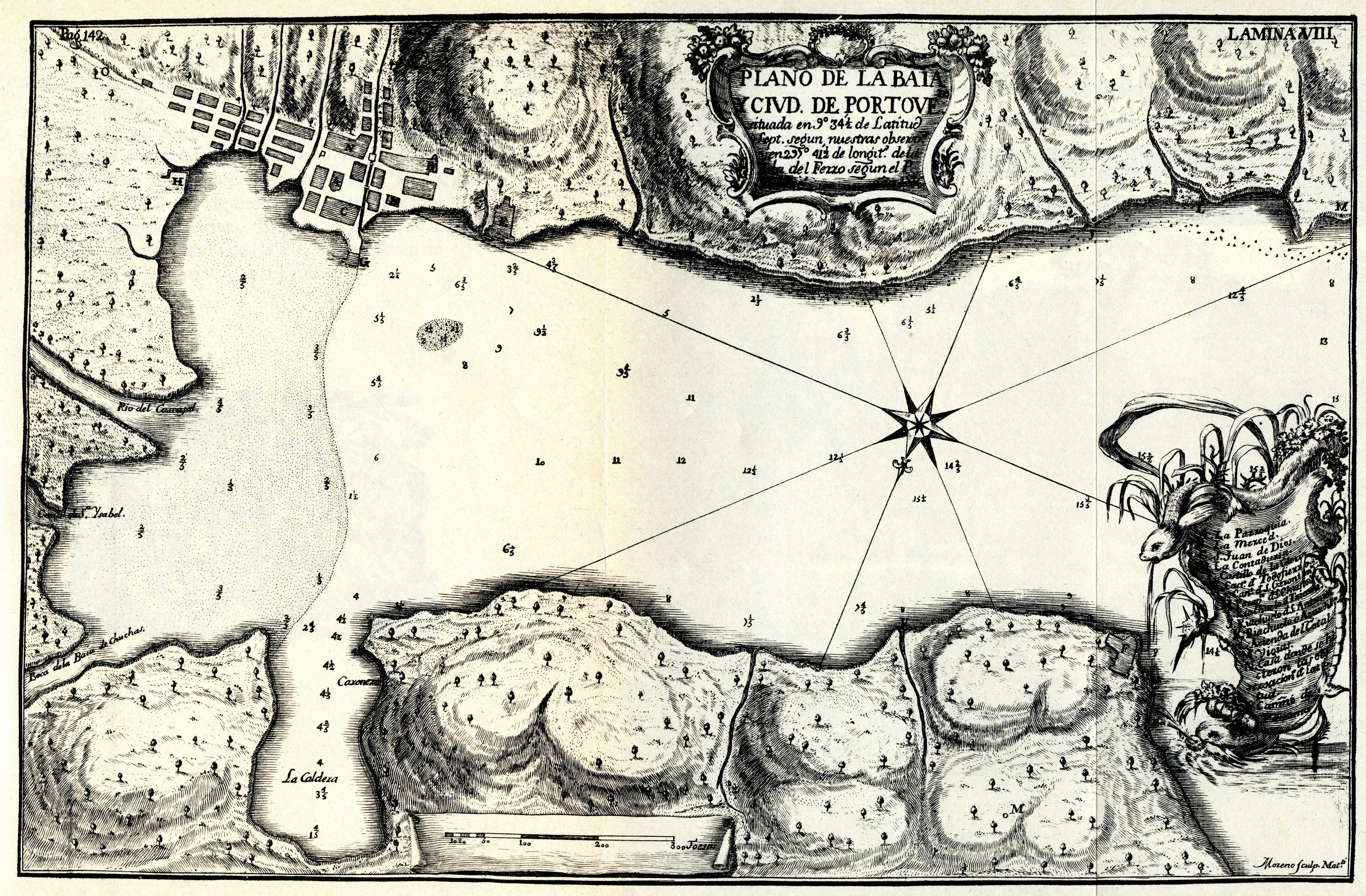
1748-ból származó térkép a portobelói öbölről
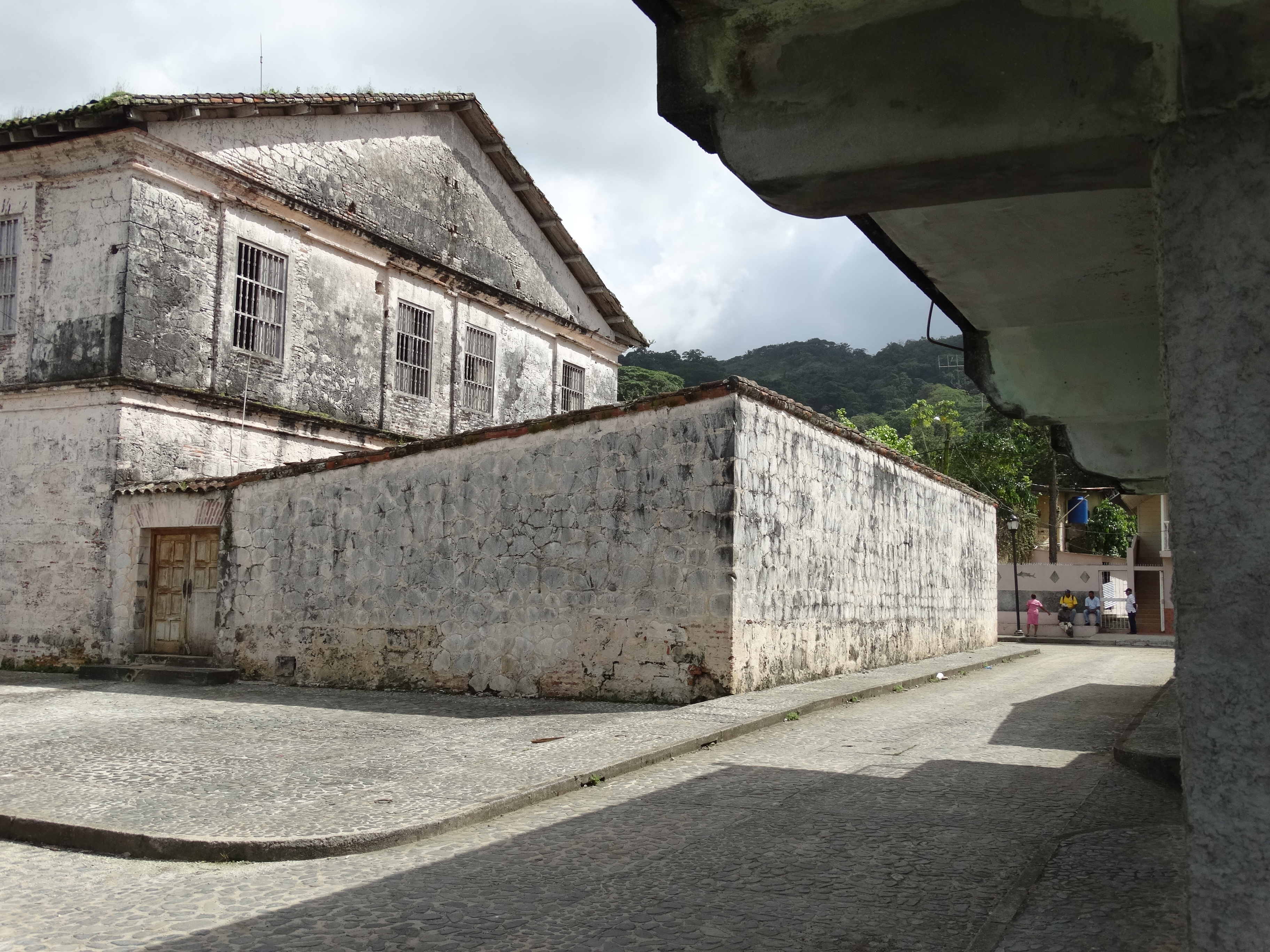
Az egykori Királyi Vám épülete
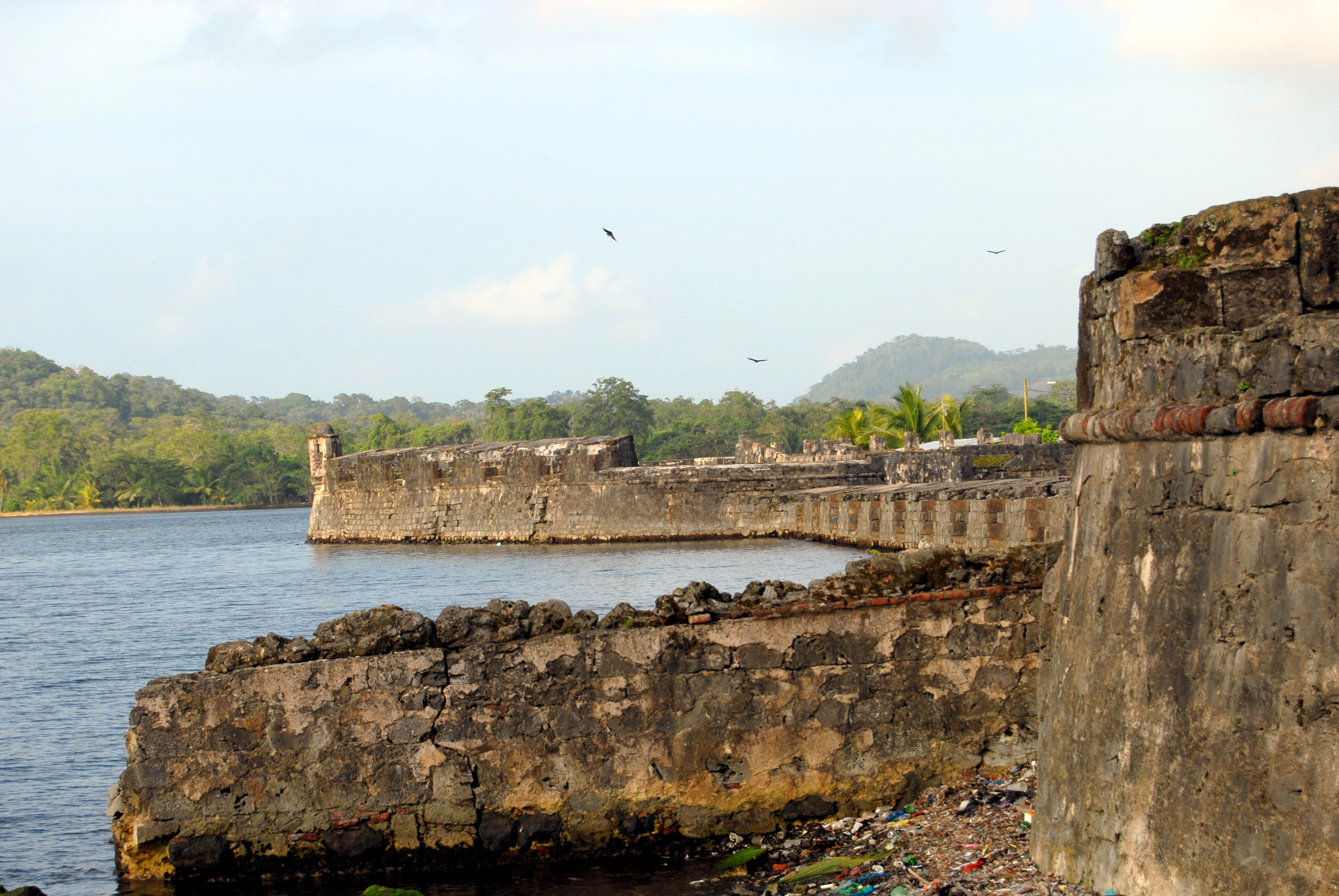
Részlet egy tengerparti erődből
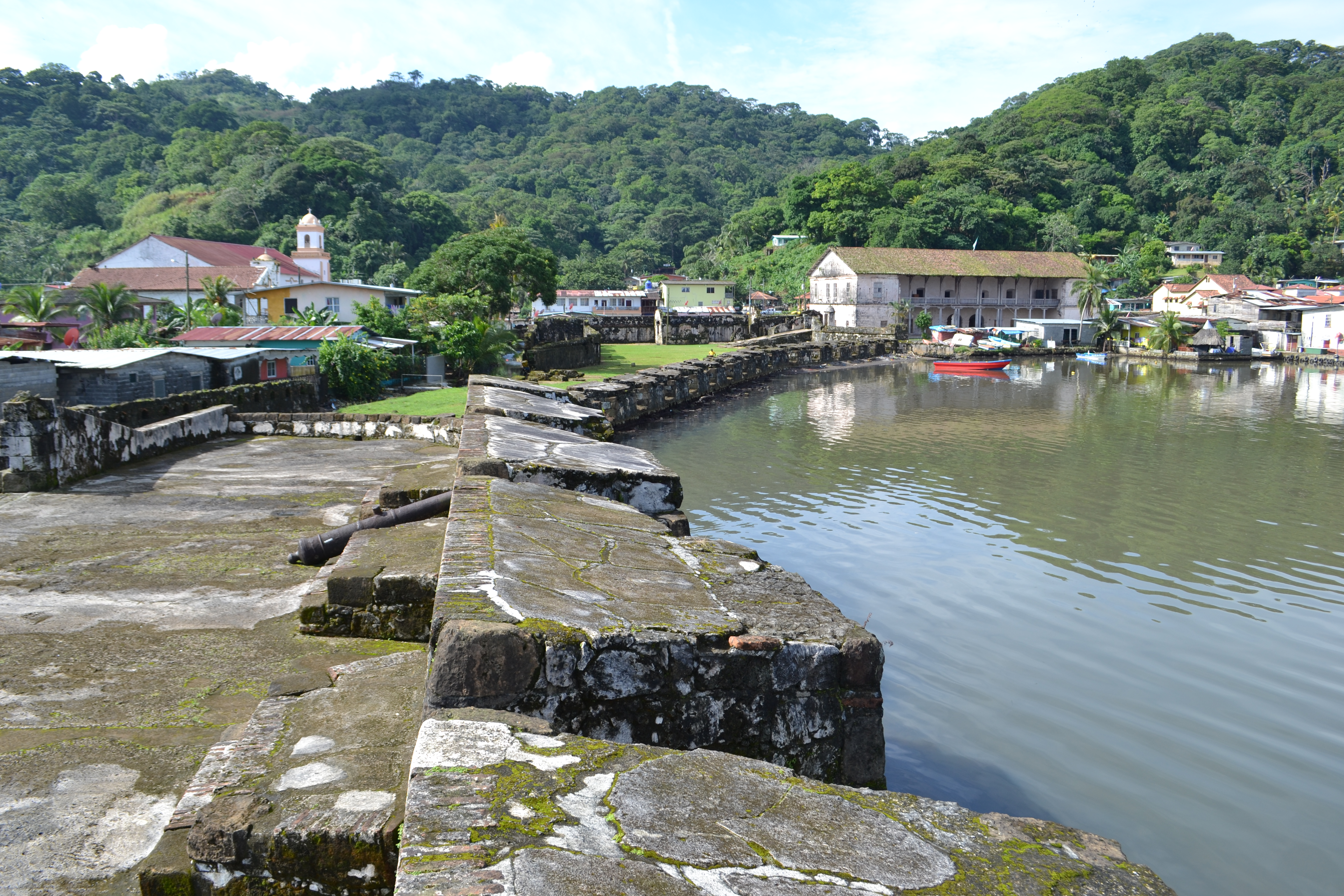
Látkép